# (7607) Billmerline
(7607) Billmerline est un astéroïde de la ceinture principale.

## Description
(7607) Billmerline est un astéroïde de la ceinture principale. Il fut découvert le 18 septembre 1995 à Kitt Peak par le projet Spacewatch. Il présente une orbite caractérisée par un demi-grand axe de 2,78 UA, une excentricité de 0,08 et une inclinaison de 4,5° par rapport à l'écliptique.

## Compléments